# Éti osztriga
Az éti osztriga vagy európai lapos osztriga (Ostrea edulis) a kagylók (Bivalvia) osztályának fonálkopoltyúsak (Ostreoida) rendjébe, ezen belül az osztrigafélék (Ostreidae) családjába tartozó faj.
Az Ostrea kagylónem típusfaja.

## Előfordulása
Az éti osztriga minden európai tengerparton előfordul, ahol a víz hőmérséklete a nyári hónapokban nem süllyed 15 Celsius-fok alá, és a sótartalom legalább 19 ezrelék; vagyis csupán a hideg északi vidékeken, a Balti-tengerben és a Fekete-tengerben nem található. Afrika északnyugati partjainál is fellelhető. Az 1940- és 1950-es években, az éti osztriga letelepedett a Maine és a Rhode Island államok part menti vizeibe is.

## Megjelenése
Az éti osztriga 10-15 centiméter hosszú, meglehetősen csúnya és durva szerkezetű teknőit tetőcserépszerűen egymásra boruló koncentrikus pikkelyek vagy lemezek fedik, amelyek felületét sugaras irányú, szabálytalan bordák tagolják. A vastag falú teknők nem egyformák, a bal teknő domborúbb és az aljzathoz rögzült, a jobb laposabb és mintegy fedőként fekszik az alsón. A zárpárkányzaton nincsenek fogak. A teknők színe piszkosfehér vagy szürkésbarna, az alsón gyakran vöröses foltok láthatók.

## Életmódja
Az éti osztriga szilárd aljzaton él a parti hullámverésnek kitett sziklákon, gazdag állományai néhol egész padokat alkotnak. Az aljzathoz tapadás a következőképpen megy végbe: a petéből kikelt fiatal állat kezdetben a vízben lebeg, majd szilárd aljzatot keres, és először élére állított helyzetben bisszuszfonalakkal rögzíti magát az aljzathoz. Ezt követően a bisszuszmirigy ragasztóanyagot választ ki, amelybe az osztriga bal teknőjével beleejti magát. A ragasztóanyag megszilárdul, és az állat egész életére az egyszer kiválasztott helyhez kötődik. Lába és bisszuszmirigye ezután elcsökevényesedett maradvánnyá fejlődik vissza.
Az evezőlábú rákok (Copepoda) közül a Herrmannella barneae, a Herrmannella duggani, a Pseudomyicola spinosus, a Mytilicola intestinalis, a Mytilicola orientalis és a Myicola ostreae, míg a chromisták közül a Bonamia ostreae élősködnek ezen az osztrigán.

## Szaporodása
A kagylók hímnősek, és váltakozva nőstényként vagy hímként viselkednek. A peték még az anyaállatban megtermékenyülnek, és csupán a lárvák kerülnek a vízbe.

## Érdekességek
Természetes osztriga ma már csak egy-két helyen található. E nagyra értékelt és kedvelt ínyenc falat iránti kereslet fedezésére napjainkban a legtöbb osztrigát mesterségesen kialakított kagylótenyésztő padokon nevelik. Ilyen kultúrákat már a rómaiak is létesítettek.